# Gwendoline Absalon
Pour les articles homonymes, voir Absalon.
Gwendoline Absalon née le 8 mai 1992 à Saint-Denis de La Réunion est une chanteuse et musicienne française.

## Biographie
Née en 1992 à Saint-Denis de La Réunion, Gwendoline Absalon est une chanteuse, auteure, compositrice, d'origine malbar, une ethnie d'origine indienne fixée à la Réunion. Son père est maçon et sa mère travaille dans des écoles maternelles. Elle grandit dans une famille de mélomanes qui n'encourage cependant pas Gwendoline à se projeter dans la profession de musicienne. À l'âge de 10 ans, un oncle la fait néanmoins chanter dans les chœurs d'un album de maloya (culture de musique, chant et danse de La Réunion).
Elle se forme au chant lyrique dès le lycée et aux techniques d'aisance scénique.
À 17 ans, elle est lauréate du festival "La Caravane des Talents". Elle rencontre ensuite le pianiste Matthieu Brillant avec qui elle remporte le concours "La meilleure chanteuse de Jazz de la Réunion" en 2010, ce qui lui permet notamment d’assurer les premières parties de Manu Katché et Hugh Coleman au Téat Plein Air de La Réunion.
À la suite de cela, elle sera aux côtés de Éric Legnini pour une série de master classes dans l'île.
Elle se fait remarquer par la reprise de Jardin d'Hiver de Henri Salvador en demi-finale au concours de l'émission Music explorer, les chasseurs de son, sur France Ô.
En 2014, elle s'installe à Bordeaux pour suivre des études de musicothérapie à l'AMBx (atelier de musicothérapie de Bordeaux) et faire une formation d'auxiliaire de vie. Elle travaille alors dans le milieu du handicap.
Son premier album Dig Dig sort en 2018. 
Son deuxième album Vangasay, qui sort le 27 mars 2020 sur les plateformes numériques puis le 17 juillet 2020 physiquement, reçoit des critiques élogieuses de la presse nationale, et internationale. Il a été réalisé et produit par le pianiste et arrangeur martiniquais Hervé Celcal. On y retrouve le guitariste d'origine malgache basé à Bordeaux, qui avait réalisé Dig Dig, Rija Randrianivosoa. L'album Vangasay porte le nom d'une mandarine sauvage (vangassaye en français) originaire du Viêt-Nam et de Madagascar, et commune à La Réunion, réputée pour ses vertus médicinales contre la grippe. Il est composé de 12 titres. Gwendoline Absalon chante en créole réunionnais et aussi en portugais.
Elle donne son premier concert à Paris au club de jazz  Sunside en novembre 2019 à guichet fermé. Le concert de sortie de Vangasay a lieu le 14 octobre 2020 au Studio de l'Ermitage. Plusieurs grands concerts de présentation de cet album ont lieu à La Réunion depuis décembre 2020 : une carte blanche à la Cité des Arts (Saint-Denis de la Réunion) où elle invite Fabrice Legros, Bastien Picot et le chanteur de maloya Gramoun Sello ; à la salle Georges Brassens (Les Avirons) où elle invite le grand chanteur de maloya Danyèl Waro ; une carte blanche au Kabardock (Le Port).
En janvier 2021, Vangasay reçoit le trophée du meilleur album 2020 dans la catégorie Artiste de la scène émergente par la Fnac Réunion.
Gwendoline Absalon est également une artiste plasticienne autodidacte et anime des ateliers collectifs de musicothérapie énergétique à La Réunion.